# エドウィン・パーキンス
エドウィン・パーキンス(Edwin Arend Perkins、1953年8月31日-)は、確率論が専門のカナダの数学者である。
1975年にトロント大学で学士号を取得し、1979年にイリノイ大学アーバナ・シャンペーン校のフランク・バーズレー・ナイトの下で、'A Nonstandard Approach to Brownian Local Time'という博士論文で博士号を取得した。ブリティッシュ・コロンビア大学で1982年から助教授、1989年から教授を務め、また2001年から確率論のカナダ・リサーチ・チェアを務めている。
また、1984年にストラスブール大学の客員教授、2001年にウィスコンシン大学及びケンブリッジ大学の客員教授となった。
1980年代、彼はシェルピンスキーのカーペット上の拡散をマーティン・バーロウとともに研究した。
1994年にチューリッヒで行われた国際数学者会議では、"Measure valued branching diffusions and interactions"と題して招待講演を行った。

## 受賞等
- カナダ王立協会フェロー（1988年）
- 王立協会フェロー（2007年）
- CRM・フィールズ・PIMS賞（2003年）[3][4]
- コクセター・ジェームズ賞（1986年）
- ロロ・デヴィッドソン賞（1983年）
- ジェフリー・ウィリアムズ賞（2002年）
- G・デ・B・ロビンソン賞（1996年）
- 数学統計研究所フェロー（2003年）
- フィールズ研究所フェロー（2003年）
- キリアム・フェロー（2007年-2009年）
- ステーシー・フェロー（1992年-1994年）